# 赤い風車
『赤い風車』（あかいふうしゃ、Moulin Rouge）は、1952年のイギリス・アメリカ合衆国の伝記映画。監督はジョン・ヒューストン、出演はホセ・ファーラーとザ・ザ・ガボールなど。ピエール・ラミュールによるロートレックの伝記小説『ムーラン・ルージュ』を原作としている。脚色には『殺人者』のアンソニー・ヴェイラーが協力している。

## ストーリー
1889年にパリのモンマルトルにオープンした赤い風車が屋根の上にあるキャバレー「ムーラン・ルージュ」を拠点に活躍し、踊り子たちをモデルに数々のポスターを手掛けたことでも知られる、19世紀末のフランスの画家ロートレックの生涯を描いている。

## キャスト
※括弧内は日本語吹替（初回放送1967年8月17日『サントリー名画劇場』）

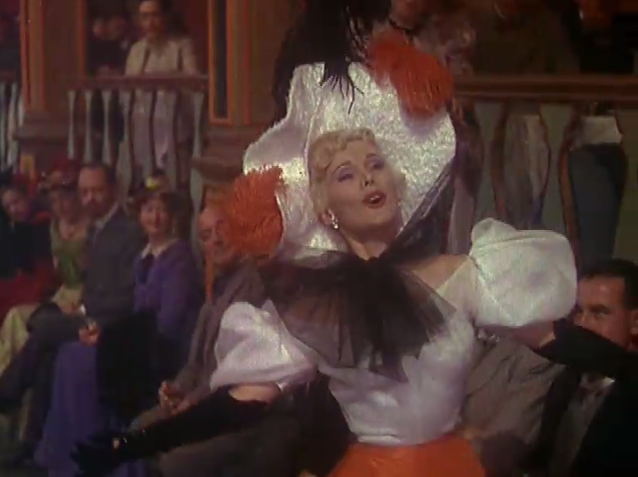
ジャンヌ・アヴリル役のザ・ザ・ガボール。

- アンリ・ド・トゥールーズ＝ロートレック: ホセ・ファーラー（浦野光）- 名門貴族出身の画家。
- アルフォンス・ド・トゥールーズ＝ロートレック伯爵: ホセ・ファーラー（2役） - アンリの父。
- アデル・ド・トゥールーズ＝ロートレック伯爵夫人: クロード・ノリエ - アンリの母。
- マリー・シャルレ: コレット・マルシャン（英語版） - アンリと暮らすことになった娼婦。
- ミリアム: シュザンヌ・フロン（英語版） - アンリと交際することになる自立した女性。
- ジャンヌ・アヴリル: ザ・ザ・ガボール（歌唱吹替: ミュリエル・スミス（英語版））（小原乃梨子）- 人気スター歌手。
- ラ・グーリュ（英語版）: キャサリン・カス（英語版） - スターダンサー。
- アイシャ: ミュリエル・スミス（英語版） - アフリカ系女性ダンサー。ラ・グーリュと犬猿の仲。
- ルーベ夫人: メアリー・クレア（英語版） - アンリの身の回りの世話をしている老婦人。
- ヴァランタン・ル・デゾセ（英語版）: ウォルター・クリシャム - 男性ダンサー。
- シャルル・ジドレール（英語版）: ハロルド・カスケット（英語版） - ムーラン・ルージュの支配人（創設者）。
- バルタザール・パトゥ刑事: ジョルジュ・ランヌ（英語版） - マリーを捕らえようとした刑事。
- モーリス・ジョワイヤン: リー・モンタギュー（英語版） - 画商。アンリの親友。
- ドニーズ・ド・フロンティアック: モーリン・スワンソン（英語版） - アンリの幼馴染で初恋の女性。
- アイシャのダンスパートナー: トゥッテ・レムコウ（英語版）
- サラ: ジル・ベネット（英語版） - ムーラン・ルージュの女性バーテンダー。
- セルビア公ミラン4世: セオドア・ビケル - アンリの絵を高額で購入したセルビア国王。
- マルセル・ド・ラ・ヴォアジエ: ピーター・カッシング - ミリアムに求婚した裕福でハンサムな男性。
- モイーズ・ド・カモンド伯爵: チャールズ・カーソン（英語版） - 高名な美術品収集家。
- ババール: ウォルター・クロス - ムーラン・ルージュの太った客。
- ジョルジュ・スーラ: クリストファー・リー - アンリの画家仲間。

## 映画賞受賞・ノミネート
| 賞・映画祭             | 部門                     | 候補                                              | 結果       |
| ---------------------- | ------------------------ | ------------------------------------------------- | ---------- |
| アカデミー賞           | 作品賞                   |                                                   | ノミネート |
| アカデミー賞           | 主演男優賞               | ホセ・ファーラー                                  | ノミネート |
| アカデミー賞           | 助演女優賞               | コレット・マルシャン                              | ノミネート |
| アカデミー賞           | 監督賞                   | ジョン・ヒューストン                              | ノミネート |
| アカデミー賞           | 美術賞（カラー）         | 美術: ポール・シェリフ 装置: マルセル・ヴェルテス | 受賞       |
| アカデミー賞           | 衣裳デザイン賞（カラー） | マルセル・ヴェルテス                              | 受賞       |
| アカデミー賞           | 編集賞                   | ラルフ・ケンプレン                                | ノミネート |
| ゴールデングローブ賞   | 若手女優賞               | コレット・マルシャン                              | 受賞       |
| ヴェネツィア国際映画祭 | 金獅子賞                 | ジョン・ヒューストン                              | ノミネート |
| ヴェネツィア国際映画祭 | サン・マルコ銀獅子賞     | ジョン・ヒューストン                              | 受賞       |
| 英国アカデミー賞       | 総合作品賞               |                                                   | ノミネート |
| 英国アカデミー賞       | 英国作品賞               |                                                   | ノミネート |
| 英国アカデミー賞       | 新人賞                   | コレット・マルシャン                              | ノミネート |